# 100 mètres nage libre masculin aux Jeux olympiques d'été de 2012
Navigation
Pékin 2008 Rio de Janeiro 2016
L'épreuve de 100 m nage libre hommes des Jeux olympiques d'été de 2012 a eu lieu le 31 juillet et le 1er août au London Aquatics Centre.

## Qualification
Pour participer à cette épreuve, les temps de qualification étaient de 48 s 82 pour le temps de qualification olympique (TQO) et de 50 s 53 pour le temps de sélection olympique (TSO) qui devaient être effectués entre le 1er mars 2011 et le 18 juin 2012. Un comité national olympique (CNO) pouvait inscrire deux nageurs s'ils réalisaient le TQO et un nageur s'il effectuait le TSO. Les CNO pouvaient inscrire des nageurs indépendamment du temps (1 nageur par sexe sur l'ensemble des épreuves) s'ils n'avaient pas de nageurs qui avaient réussi les temps de qualification nécessaires.

## Records
Avant cette compétition, les records dans cette discipline étaient les suivants :
| Record du monde  | 46 s 91 | César Cielo    | Brésil    | 30 juillet 2009 | Rome (Italie) | [ 2 ] |
| Record olympique | 47 s 05 | Eamon Sullivan | Australie | 13 août 2008    | Pékin (Chine) | [ 2 ] |

## 10 meilleures performances mondiales 2012 avant la compétition olympique
| 47 s 10 | James Magnussen  | Australie  | 15 mars 2012  |
| 47 s 63 | James Roberts    | Australie  | 15 mars 2012  |
| 48 s 02 | Yannick Agnel    | France     | 18 mars 2012  |
| 48 s 10 | Nathan Adrian    | États-Unis | 25 juin 2012  |
| 48 s 21 | Nikita Lobintsev | Russie     | 17 avril 2012 |
| 48 s 27 | Danila Izotov    | Russie     | 17 avril 2012 |
| 48 s 28 | César Cielo      | Brésil     | 24 avril 2012 |
| 48 s 29 | Andrey Grechin   | Russie     | 17 avril 2012 |
| 48 s 32 | Matt Targett     | Australie  | 15 mars 2012  |
| 48 s 38 | Fabien Gilot     | France     | 18 mars 2012  |

## Médaillés
| Or            | Argent          | Bronze       |
| Nathan Adrian | James Magnussen | Brent Hayden |

## Résultats

### Finale (1eraoût au soir)
| Rang | Ligne | Nom                   | Nationalité | Temps   | Notes |
| ---- | ----- | --------------------- | ----------- | ------- | ----- |
| 1    | 5     | Nathan Adrian         | États-Unis  | 47 s 52 |       |
| 2    | 4     | James Magnussen       | Australie   | 47 s 53 |       |
| 3    | 7     | Brent Hayden          | Canada      | 47 s 80 |       |
| 4    | 1     | Yannick Agnel         | France      | 47 s 84 |       |
| 5    | 6     | Sebastiaan Verschuren | Pays-Bas    | 47 s 88 |       |
| 6    | 2     | César Cielo           | Brésil      | 47 s 92 |       |
| 7    | 3     | Hanser García         | Cuba        | 48 s 04 |       |
| 8    | 8     | Nikita Lobintsev      | Russie      | 48 s 44 |       |

### Demi-finales (31 juillet au soir)

#### Demi-finales 1
| Rang | Ligne | Nom              | Nationalité    | Temps   | Notes |
| ---- | ----- | ---------------- | -------------- | ------- | ----- |
| 1    | 5     | James Magnussen  | Australie      | 47 s 63 | Q     |
| 2    | 2     | César Cielo      | Brésil         | 48 s 17 | Q     |
| 3    | 6     | Nikita Lobintsev | Russie         | 48 s 38 | Q     |
| 3    | 4     | Gideon Louw      | Afrique du Sud | 48 s 44 |       |
| 5    | 1     | Fabien Gilot     | France         | 48 s 49 |       |
| 6    | 7     | James Roberts    | Australie      | 48 s 57 |       |
| 7    | 3     | Brett Fraser     | Îles Caïmans   | 48 s 92 |       |
| 8    | 8     | Shaune Fraser    | Îles Caïmans   | 49 s 07 |       |

#### Demi-finales 2
| Rang | Ligne | Nom                   | Nationalité | Temps   | Notes |
| ---- | ----- | --------------------- | ----------- | ------- | ----- |
| 1    | 4     | Nathan Adrian         | États-Unis  | 47 s 97 | Q     |
| 2    | 8     | Hanser Garcia         | Cuba        | 48 s 04 | Q     |
| 3    | 5     | Sebastiaan Verschuren | Pays-Bas    | 48 s 13 | Q     |
| 4    | 3     | Brent Hayden          | Canada      | 48 s 21 | Q     |
| 5    | 1     | Yannick Agnel         | France      | 48 s 23 | Q     |
| 6    | 7     | Konrad Czerniak       | Pologne     | 48 s 44 |       |
| 7    | 6     | Pieter Timmers        | Belgique    | 48 s 57 |       |
| 8    | 4     | Cullen Jones          | États-Unis  | 48 s 60 |       |

### Séries (31 juillet le matin)
| Rang | Série | Ligne | Nom                      | Nationalité                 | Temps         | Notes |
| ---- | ----- | ----- | ------------------------ | --------------------------- | ------------- | ----- |
| 1    | 6     | 5     | Nathan Adrian            | États-Unis                  | 48 s 19       | Q     |
| 2    | 6     | 1     | Gideon Louw              | Afrique du Sud              | 48 s 29       | Q     |
| 3    | 8     | 2     | Sebastiaan Verschuren    | Pays-Bas                    | 48 s 37       | Q     |
| 4    | 8     | 4     | James Magnussen          | Australie                   | 48 s 38       | Q     |
| 5    | 8     | 5     | Brent Hayden             | Canada                      | 48 s 53       | Q     |
| 6    | 6     | 7     | Brett Fraser             | Îles Caïmans                | 48 s 54       | Q     |
| 6    | 7     | 8     | Pieter Timmers           | Belgique                    | 48 s 54       | Q     |
| 8    | 6     | 3     | Nikita Lobintsev         | Russie                      | 48 s 60       | Q     |
| 9    | 8     | 7     | Cullen Jones             | États-Unis                  | 48 s 61       | Q     |
| 10   | 6     | 4     | César Cielo              | Brésil                      | 48 s 67       | Q     |
| 10   | 7     | 7     | Konrad Czerniak          | Pologne                     | 48 s 67       | Q     |
| 12   | 7     | 4     | James Roberts            | Australie                   | 48 s 93       | Q     |
| 12   | 7     | 5     | Yannick Agnel            | France                      | 48 s 93       | Q     |
| 14   | 8     | 3     | Fabien Gilot             | France                      | 48 s 95       | Q     |
| 15   | 7     | 2     | Hanser Garcia            | Cuba                        | 48 s 97       | Q     |
| 16   | 8     | 1     | Shaune Fraser            | Îles Caïmans                | 48 s 99       | Q     |
| 17   | 5     | 4     | Norbert Trandafir        | Roumanie                    | 49 s 02       |       |
| 18   | 7     | 6     | Marco di Carli           | Allemagne                   | 49 s 03       |       |
| 19   | 6     | 2     | Filippo Magnini          | Italie                      | 49 s 18       |       |
| 20   | 6     | 8     | Adam Brown               | Grande-Bretagne             | 49 s 20       |       |
| 21   | 7     | 3     | Graeme Moore             | Afrique du Sud              | 49 s 29       |       |
| 22   | 8     | 6     | Luca Dotto               | Italie                      | 49 s 43       |       |
| 23   | 5     | 2     | Martin Verner            | République tchèque          | 49 s 49       |       |
| 24   | 7     | 1     | Nicolas Oliveira         | Brésil                      | 49 s 51       |       |
| 25   | 8     | 8     | Stefan Nystrand          | Suède                       | 49 s 55       |       |
| 26   | 5     | 6     | David Dunford            | Kenya                       | 49 s 60       |       |
| 27   | 4     | 5     | Kemal Arda Gurdal        | Turquie                     | 49 s 71       |       |
| 28   | 5     | 7     | Mindaugas Sadauskas      | Lituanie                    | 49 s 78       |       |
| 29   | 5     | 8     | Dominik Meichtry         | Suisse                      | 49 s 95       |       |
| 30   | 4     | 7     | Uvis Kalnins             | Lettonie                    | 49 s 96       |       |
| 31   | 5     | 1     | Kristián Goloméev        | Grèce                       | 50 s 08       |       |
| 32   | 4     | 6     | Benjamin Hockin          | Paraguay                    | 50 s 12       |       |
| 33   | 4     | 3     | Nabil Kebbab             | Algérie                     | 50 s 37       |       |
| 34   | 4     | 4     | Yauhen Tsurkin           | Biélorussie                 | 50 s 53       |       |
| 35   | 4     | 1     | Gabriel Melconian Alvez  | Uruguay                     | 50 s 68       |       |
| 36   | 4     | 8     | Branden Whitehurst       | Îles Vierges des États-Unis | 51 s 04       |       |
| 37   | 3     | 4     | Sidni Hoxha              | Albanie                     | 51 s 11       |       |
| 38   | 3     | 2     | Kevin Avila Soto         | Guatemala                   | 51 s 44       |       |
| 39   | 3     | 5     | Andrew Chetcuti          | Malte                       | 51 s 67       |       |
| 40   | 3     | 3     | Jemal le Grand           | Aruba                       | 51 s 86       |       |
| 41   | 3     | 7     | Andrew Rutherfurd        | Bolivie                     | 52 s 57       |       |
| 42   | 3     | 6     | Mohammed Bidarian        | Iran                        | 52 s 93       |       |
| 43   | 2     | 4     | Esau Simpson             | Grenade                     | 53 s 26       |       |
| 44   | 3     | 8     | Christopher Duenas       | Guam                        | 53 s 37       |       |
| 45   | 3     | 1     | Mikael Koloyan           | Arménie                     | 53 s 82       |       |
| 46   | 2     | 2     | Sergey Krovyakov         | Turkménistan                | 54 s 43       |       |
| 47   | 2     | 3     | Paul Elaisa              | Fidji                       | 54 s 87       |       |
| 48   | 2     | 5     | Niall Roberts            | Guyana                      | 55 s 66       |       |
| 49   | 2     | 1     | Tamir Andryei            | Mongolie                    | 56 s 37       |       |
| 50   | 2     | 6     | Shane Mangroo            | Seychelles                  | 56 s 46       |       |
| 51   | 2     | 7     | Omar Núñez               | Salvador                    | 57 s 11       |       |
| 52   | 1     | 4     | Mamadou Soumare          | Mali                        | 57 s 32       |       |
| 53   | 1     | 5     | Ahmed Husam              | Maldives                    | 57 s 53       |       |
| 54   | 2     | 8     | Israr Hussain            | Pakistan                    | 57 s 86       |       |
| 55   | 1     | 6     | Ammaar Ghadiyali         | Tanzanie                    | 1 min 01 s 07 |       |
| 56   | 1     | 3     | Beni Bertrand Binobagira | Burundi                     | 1 min 04 s 57 |       |
|      | 4     | 2     | George Bovell            | Trinité-et-Tobago           | DNS           |       |
|      | 5     | 3     | Lu Zhiwu                 | Chine                       | DNS           |       |
|      | 5     | 5     | Dominik Kozma            | Hongrie                     | DNS           |       |
|      | 6     | 6     | Danila Izotov            | Russie                      | DNS           |       |